# PowerBook 520
Le PowerBook 520 est un ordinateur portable d'Apple. Il fut lancé avec les PowerBook 520c, 540 et 540c en mai 1994. Ces modèles sont une évolution majeure par rapport aux PowerBook de la série 100. Ils étaient doté de microprocesseur Motorola 68LC040, plus puissant que les 68030 et d'une batterie plus endurante de type NiMH. Ils apportaient en outre plusieurs innovations fonctionnelles : un trackpad comme dispositif de pointage (une première pour un portable), un port Ethernet, un slot PCMCIA (ou PC Card), un emplacement pour une seconde batterie, un clavier étendu, des écrans permettant un affichage en 640 × 480 (contre 640 × 400 pour les précédents PowerBook), ou encore des haut-parleurs stéréo.
Le PowerBook 520 intégrait un processeur à 25 MHz, 160 ou 240 Mo de disque dur et un écran LCD 9,5" noir et blanc à matrice passive.

## Caractéristiques
- Microprocesseur : Motorola 68LC040 32 bits cadencé à 25 MHz
- bus système 32 bits à 25 MHz
- mémoire cache : 8 Kio de niveau 1
- mémoire morte : 1 Mio
- mémoire vive : 4 Mio extensible à 36 Mio
- écran LCD 9,5" à matrice passive
- résolutions supportées :
  - 640 × 480 en 4 bits (niveaux de gris)
- mémoire vidéo : 512 Kio de VRAM pour écran externe
- résolutions supportées (sur écran externe) :
  - 512 × 384 en 8 bits
  - 640 × 480 en 8 bits
  - 800 × 600 en 8 bits
  - 832 × 624 en 8 bits
- disque dur SCSI de 160 ou 240 Mo
- lecteur de disquette 3,5" 1,44 Mo
- slots d'extension :
  - 1 emplacement pour modem (en option)
  - 1 connecteur mémoire spécifique (PB 5xx) de type SRAM (vitesse minimale : 70 ns)
- connectique :
  - 1 port SCSI (HDI-30)
  - 1 port série (Mini Din-8)
  - 1 port ADB
  - 1 port Ethernet AAUI-15
  - sortie son : mono 16 bits
  - entrée son : mono 16 bits
  - sortie vidéo mini-15
- haut-parleur stéréo intégré
- microphone intégré
- batterie NiMH lui assurant environ 2h30 d'autonomie (deuxième batterie en option pour 4 heures d'autonomie)
- dimensions : 5,8 × 29,2 × 24,6 cm
- poids : 2,9 kg
- consommation : 40 W
- systèmes supportés : Système 7.1.1 à 8.1